# 姫井伊介
姫井 伊介（ひめい いすけ、1881年4月15日 - 1963年4月1日）は、日本の政治家。参議院議員（1期、日本社会党）。山口県小野田市（現山陽小野田市）長（1期）。

## 経歴
山口県出身。1900年下関商業学校卒、愛知県瀬戸陶器学校修了。本山陶器信用購買利用組合長、山口県陶磁器工業統制組合、（財）労道社各理事長、山口県社会事業、（財）中央融和事業協会各嘱託、日本社会事業連盟、（財）同和奉公会山口県本部、（財）山口県厚生事業協会各理事、須恵村（のち小野田町→小野田市→山陽小野田市）助役、同村会議員、小野田町会議員や山口県議会議員などを歴任する。
1947年の第1回参議院議員通常選挙において山口県地方区から無所属で立候補して当選。当選後は緑風会に入ったが、その後日本社会党に入党した。1950年の第2回参議院議員通常選挙では社会党公認で立候補したが落選した。同年12月から1954年12月まで小野田市長を務めた。1958年秋の褒章で1920年から保育園開設や母子寮無料住宅設置、社会事業団体役員として社会福祉増進に寄与したとして藍綬褒章受章。1963年死去。

## 関連文献
- 杉山博昭『シリーズ福祉に生きる53 姫井伊介』大空社出版、2008年
- 布引敏雄『隣保事業の思想と実践 姫井伊介と労道社』部落解放・人権研究所、2000年
- 布引敏雄『姫井伊介と労道社』解放出版社、2022年

| 公職          | 公職                             | 公職          |
| ------------- | -------------------------------- | ------------- |
| 先代 久野東一 | 山口県小野田市長 1950年 - 1954年 | 次代 川村一与 |